# Archisepsis ecalcarata
Archisepsis ecalcarata är en tvåvingeart som först beskrevs av Thomson 1869.  Archisepsis ecalcarata ingår i släktet Archisepsis och familjen svängflugor. Inga underarter finns listade i Catalogue of Life.